# Đàn áp Tân giáo dưới thời Louis XIV
Đàn áp Tân giáo dưới thời Louis XIV là 1 chuỗi các sự kiện trấn áp mạnh tay của vua Pháp Louis XIV nhằm buộc người Huguenot tức những người theo Tân giáo (Tin Lành) phải bỏ đạo và trở lại Công giáo Rôma. Việc đàn áp đã dẫn tới kết quả là khoảng 500.000 người Huguenot phải rời bỏ vương quốc Pháp sang các nước Thụy Sĩ, Hà Lan, Đức, Phổ, Anh... 

## Mâu thuẫn tôn giáo tại Pháp
Vấn đề tôn giáo từng làm nước Pháp điêu đứng một thời gian dài, đưa nước Pháp đến bờ tan rã. Tuy nhiên sau Đạo dụ Ân xá Alais, người Huguenot với khoảng 1,5 triệu người trên tổng dân số 19 triệu đã sống yên bình. Đối với chế độ quân chủ chuyên chế của Louis XIV, người Huguenot có đóng góp tích cực trong nhiều ngành kinh tế, đặc biệt trong những nghề thủ công chuyên môn.

## Bãi bỏ chỉ dụ Nantes

Vua Louis XIV của Pháp

Năm 1864, những thắng lợi liên tiếp trên mặt trận quân sự-đối ngoại đánh dấu thời điểm cực thịnh của Louis XIV. Là 1 vị vua ngoan đạo đồng thời ý thức rõ vị thế của mình, ông không chấp nhận quyền lực của mình bị thách thức bởi bất kỳ lực lượng nào. Ông muốn tất cả thần dân nước Pháp đều phải thần phục tuyệt đối, kể cả tôn giáo. Ý tưởng của Louis XIV là một tín ngưỡng, một luật lệ, một nhà vua. Ủng hộ nhà vua có giới giáo sĩ Công giáo và không ít tín đồ trung thành.  Tể tướng của nhà vua, Hồng y Mazarin (nắm giữ quyền bính khi nhà vua còn niên thiếu cho đến khi ông – Mazarin - qua đời năm 1661) tái lập những cuộc bách hại người Kháng Cách, sử dụng quân đội để khủng bố họ đến nỗi nhiều người không còn chịu đựng nỗi và buộc phải lưu vong.
Louis XIV nghĩ rằng tên tuổi ông sẽ vang lừng nếu như ông đưa được dân Huguenot quay lại Công giáo. Lúc đầu ông tuân thủ chỉ dụ Nantes và Đạo dụ Ân xa Alais nhưng theo cách của ông tức cấm không cho người huguenot làm những gì mà chỉ dụ Nantes không ghi rõ mà điều này thì vô số. Người Huguenot bị sách nhiễu, gây khó dễ lúc hành đạo mà trong cuộc sống hàng ngày cũng không yên thân. Họ dần bị gạt ra khỏi chính quyền, bị quấy nhiễu, theo dõi...

## Hậu quả đối với nước Pháp

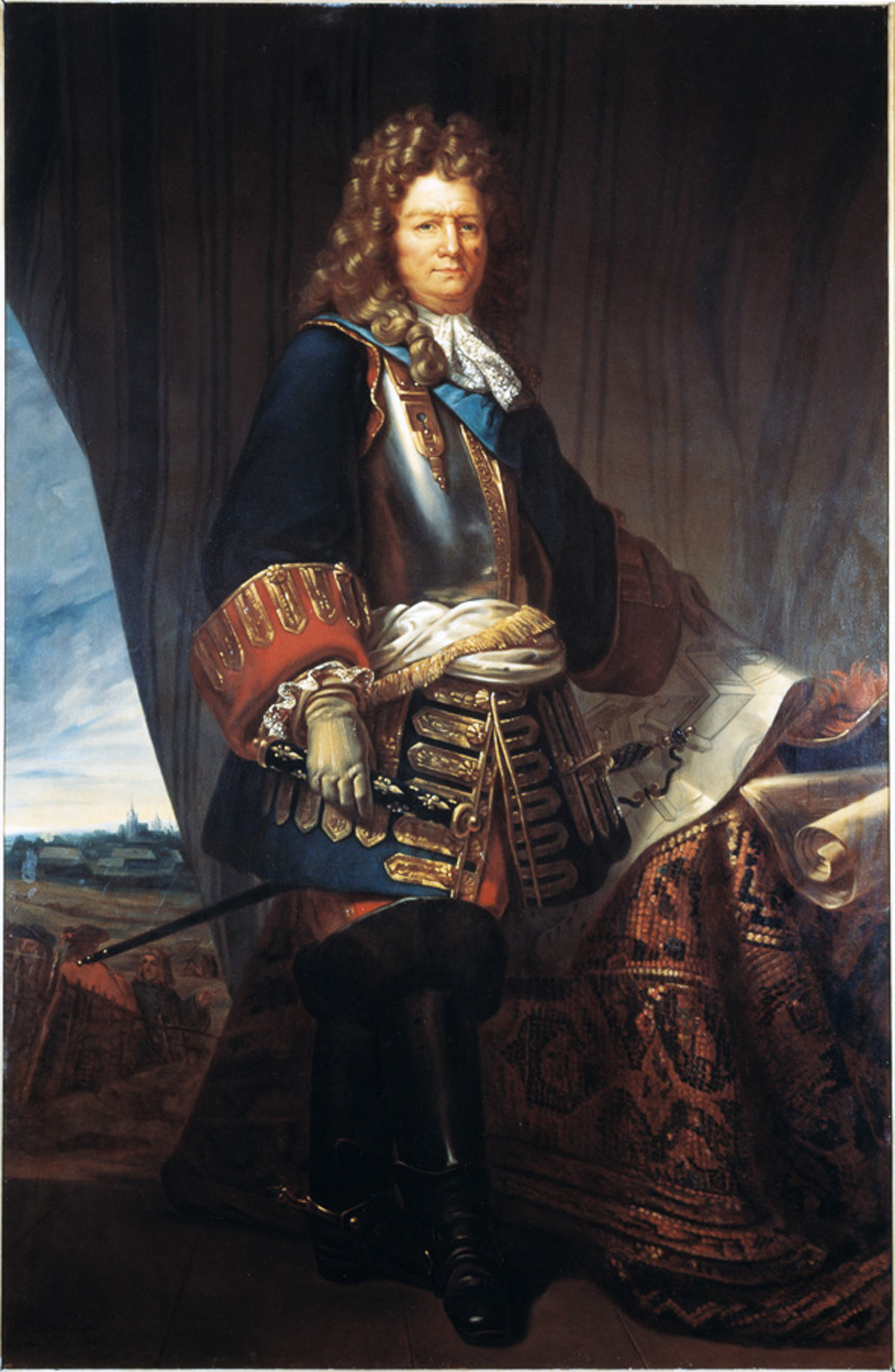
Sébastien Le Prestre, Lãnh chúa xứ Vauban, cố vấn của vua Louis XIV

Theo các báo cáo của Vauban thì hậu quả của việc người Huguenot tháo chạy đối với nước Pháp là rất thê thảm :
1. Từ 8-10 vạn người đủ mọi ngành nghề rời khỏi Vương quốc mang theo hơn 30.000.000 livres đang sinh lợi nhất.
2. Những ngành nghề chuyên môn đặc biệt mà nước ngoài trước đây chưa biết và thu hút vào Pháp một khoản tiền rất đáng kể từ khắp mọi miền châu Âu thì nay lại đang là nguồn lợi cho nước ngoài.
3. Phần đáng kể thương mại bị phá sản.
4. Hạm đội của những nước thù địch có thêm 8-9.000 thủy thủ lành nghề nhất vương quốc.
5. Quân đội của họ tuyển thêm được 5-600 sĩ quan và từ 100-120.000 quân lính thiện chiến hơn của họ rất nhiều và họ (các nước thù địch với Pháp) rất sẵn lòng sử dụng để chống lại chúng ta (Pháp) khi có dịp. [cần dẫn nguồn]

Ngoài ra, khắp châu Âu cũng có nhiều sự phả đối Louis XIV vì cho đây là sự bội ước. 